# Heinz-Maier-Leibnitz-Medaille
Die Heinz-Maier-Leibnitz-Medaille (Eigenschreibweise Heinz Maier-Leibnitz-Medaille) wird von der Technischen Universität München verliehen. Sie ist wie der Heinz-Maier-Leibnitz-Preis der Deutschen Forschungsgemeinschaft dem Experimental- und Atomphysiker Heinz Maier-Leibnitz gewidmet, der 1952 an die damals Technische Hochschule München berufen wurde. Mit der Medaille ehrt die Technische Universität seit 1997 Lehrer und Forscher, die sich mit wissenschaftlichen, technischen oder medizinischen Leistungen um die Universität verdient gemacht haben.

## Preisträger
- 1997: Friedrich L. Bauer (emeritierter Ordinarius für Mathematik und Informatik), Wolfgang Haber (emeritierter Ordinarius für Landschaftsökologie)
- 1998: Hans-Florian Zeilhofer (Leitender Funktionsoberarzt an der Klinik und Poliklinik für Mund-Kiefer-Gesichtschirurgie)
- 1999: Franz Mayinger (emeritierter Ordinarius für Thermodynamik)
- 2001: Angelika Görg (Leiterin der Arbeitsgruppe Proteomik am TUM-Wissenschaftszentrum Weihenstephan für Ernährung, Landnutzung und Umwelt)
- 2002: Joachim Heinzl (emeritierter Ordinarius für Feingerätebau und Mikrotechnik und ehemaliger Vizepräsident der TUM)
- 2003: Joachim Hagenauer (emeritierter Ordinarius für Nachrichtentechnik), Albrecht Struppler (emeritierter Ordinarius Neurologie und Klinische Neurophysiologie), Peter Wilderer (emeritierter Ordinarius für Siedlungswasserwirtschaft)
- 2004: Georg Färber (Ordinarius für Prozessrechnertechnik und Realzeit-Computersysteme), Arne Skerra (Ordinarius für Biologische Chemie), Anna-Elisabeth Trappe (Lehrstuhl für Neurochirurgie)
- 2005: Thomas Herzog (ehemaliger Ordinarius für Entwerfen und Baukonstruktion)
- 2006: Gerhard Abstreiter (Ordinarius für Experimentelle Halbleiter Physik I und Geschäftsführer des Walter Schottky Instituts der TUM in Garching), Martin Buss (Ordinarius für Steuerungs- und Regelungstechnik), Arthur Konnerth (Ordinarius am Friedrich Schiedel-Stiftungslehrstuhl für Neurowissenschaften), Stephan Paul (Ordinarius für Experimentalphysik), Ernst Rank (Ordinarius für Bauinformatik und Vizepräsident der TU München)
- 2007: Rudolf Gross (Lehrstuhl für Technische Physik), Udo Lindemann (Lehrstuhl für Produktentwicklung), Rainer Matyssek (Lehrstuhl für Ökophysiologie der Pflanzen), Liqiu Meng (Lehrstuhl für Kartographie), Harun Parlar (Lehrstuhl für Chemisch-Technische Analyse und Chemische Lebensmitteltechnologie), Thomas Scheibel (Lehrstuhl für Biomaterialien der Universität Bayreuth)
- 2008: Edgar Biemer (Emeritus der Klinik und Poliklinik für Plastische Chirurgie und Handchirurgie), Christoph Höhnke (Funktionsbereichsleiter an der Klinik und Poliklinik für Plastische Chirurgie und Handchirurgie), Hans-Günther Machens (Direktor der Klinik und Poliklinik für Plastische Chirurgie und Handchirurgie), Manfred Stangl (Oberarzt am Lehrstuhl für Chirurgie)
- 2009: Vasilis Ntziachristos (Direktor des Instituts für Biologische Bildgebung), Doris Schmitt-Landsiedel (Lehrstuhl für Technische Elektronik), Chris-Carolin Schön (Lehrstuhl für Pflanzenzüchtung), Theodor Strobl (TUM Emeritus of Excellence, Lehrstuhl für Wasserbau und Wasserwirtschaft)
- 2010: Reimar Lenz (Lehrstuhl für Nachrichtentechnik), Gerhard Wenzel (emeritierter Ordinarius für Pflanzenzüchtung)
- 2011: Heidrun Behrendt (Zentrum Allergie & Umwelt), Franz Pfeiffer (Ordinarius für Physik-Biophysik)
- 2012: Notker Rösch (Ordinarius für Theoretische Chemie), Ulf Schlichtmann (Ordinarius für Entwurfsautomatisierung)
- 2013: Maria-Elisabeth Michel-Beyerle (TUM Emerita of Excellence, Ehemalige Extraordinaria für Physikalische Chemie), Wolfgang A. Wall (Lehrstuhl für Numerische Mechanik)
- 2014: Gordon Cheng (Ordinarius für Kognitive Systeme), Bernhard Küster (Ordinarius für Proteomik und Bioanalytik), Markus Lienkamp (Ordinarius für Fahrzeugtechnik), Ursula Schmidt-Tintemann (emeritierte Extraordinaria für Plastische Chirurgie)
- 2015: Johannes Buchner (Ordinarius für Biotechnologie), Reiner Gradinger (Ordinarius für Orthopädie, Sportorthopädie und Unfallchirurgie und Ärztlicher Direktor des Klinikums rechts der Isar), Rüdiger Lange (Ordinarius für Herz- und Gefäßchirurgie)
- 2016: Ingrid Kögel-Knabner (Lehrstuhl für Bodenkunde), Stephan A. Sieber (Lehrstuhl für Organische Chemie), Peter Rutschmann und Albert Sepp (Lehrstuhl für Wasserbau und Wasserwirtschaft)
- 2017: Elisa Resconi (Fakultät für Physik)
- 2018: Thomas Misgeld (Fakultät für Medizin), Xiaoxiang Zhu (Ingenieurfakultät Bau Geo Umwelt)
- 2019: Michael Pfaffl (Wissenschaftszentrum Weihenstephan für Ernährung, Landnutzung und Umwelt), Markus Schwaiger (Fakultät für Medizin)
- 2020: Ulrike Protzer (Fakultät für Medizin), Dirk Haller (TUM School of Life Sciences)
- 2021: Alena Buyx (Fakultät für Medizin)
- 2022: Sherry Suyu (Kosmologie), Stephan Günnemann (Informatik)
- 2023: Claudia Eckert (IT-Sicherheit), Sandra Hirche (Robotik)[1]
- 2024: Enkelejda Kasneci (digitales Lehren und Lernen), Tina Seidel (digitales Lehren und Lernen), Christian Pfleiderer (experimentelle Festkörperphysik)